# Pilar Mañas Brugat
Pilar Mañas Brugat   (Saragossa, 24 de juliol de 1975) és una militar espanyola, la primera oficial de l'Exèrcit de l'Aire de les Forces Armades Espanyoles (FAS) a assumir el comandament d'una unitat el 2017 i nomenada "Dona Referent" per l'Institut de la Dona el 2018.

## Biografia
L'oficial aragonesa va néixer en una família de tradició militar: el seu besavi per línia materna va ser oficial de la Guàrdia Civil i dos germans de la seva àvia van participar en el desembarcament d'Alhucemas. Mañas va declarar que l'ambient militar es respirava en la seva llar “des que érem petites a través de les fotos, els llibres militars i els uniformes que hi havia a casa”.
La seva germana, Teresa de Jesús Mañas Brugat, també va desenvolupar la seva carrera dins de l'exèrcit espanyol, sent Capità del Grup de Regulars núm. 52 de la Comandància General de Melilla i posteriorment Capità d'Infanteria de l'Exèrcit de Terra destinada en el Regiment Cuirassat Pavía n4, pertanyent a la Brigada Aragó I a Saragossa. Les germanes Aragoneses Brugat han obert bretxa com a dones, cadascuna a través de la seva pròpia trajectòria.
Es va formar a Múrcia i ha desenvolupat la seva carrera professional a Madrid, però sempre ha mantingut un fort vincle amb la seva terra natal, Aragó.

## Trajectòria
Mañas és controladora de trànsit aeri i controladora d'intercepció. Es va formar a meitat dels anys 1990 en l'Acadèmia General de l'Aire, a San Javier (Múrcia): després d'una preparació intensiva per a l'oposició, va ingressar en l'Acadèmia al setembre de 1995 i va finalitzar al juliol 1998 com a oficial Controladora de Trànsit Aeri especialitat CAO (Circulació Aèria Operativa), incloent aeròdrom, aproximació i àrea, així com Controladora d'Intercepció. En acabar, la seva primera destinació va ser com a Cap d'Operacions i Instrucció en l'Esquadrilla de Circulació Aèria Operativa (ECAO Madrid) al municipi madrileny de Torrejón de Ardoz de 1998 a 2003. Les Esquadrilles de la Circulació Aèria Operativa són l'instrument que permet l'ús compartit de l'espai aeri en condicions de seguretat i fluïdesa tant per a les aeronaus de la Circulació Aèria General com per les de la Circulació Aèria Operativa.
Posteriorment i durant 10 anys, entre 2003 i 2013, va estar destinada a la mateixa Base Aèria de Torrejón d'Ardoz, en el Servei de Cerca i Salvament Aeri (SAR). Va ser Coordinadora de Missió SAR i Operacions, assumint entre les seves responsabilitats guiar les cerques dels mitjans aeris, rescatant aeronaus accidentades. En aquesta etapa va ascendir a capità. Després d'aquesta dècada de servei en el SAR, Mañas va ser destinada al novembre de 2013 al 47 Grup Mixt de Forces Aèries, igualment situat a la Base de Torrejón d'Ardoz.
Després de 20 anys de carrera, va ascendir a comandant i se li va encarregar dirigir la unitat de l'Esquadrilla de Circulació Aèria Operativa (ECAO Madrid), tornant amb això a la seva primera destinació. El 2 d'agost de 2017, es va convertir en la primera dona a assumir el comandament d'una unitat en l'Exèrcit de l'Aire d'Espanya. L'oficial va prendre possessió de la prefectura de l'Esquadrilla de Circulació Aèria Operativa (ECAO) de Madrid en l'acte celebrat a la Base Aèria de Torrejón d'Ardoz. Va presidir l'acte el general de brigada Rafael García Hernández, cap del Sistema de Comandament i Control, i van assistir autoritats militars i civils, destacant els caps de les unitats situades a la base i el director de la Regió Centro-Nord d'ENAIRE. Aquest fet històric va ser recollit en els mitjans de comunicació i a les xarxes socials, rebent la felicitació de, entre altres persones i institucions, per la ministra de Defensa, María Dolores de Cospedal.
Com a responsable de la unitat, dirigeix un equip de 35 persones que controla una de les quatre zones en què es divideix l'espai aeri espanyol, de forma coordinada amb els controladors civils, per assegurar que les aeronaus d'Estat realitzin els seus trajectes sense incidents i arribin a destinació en el menor temps possible. És l'encarregada de "exercir el control dels tràfics aeris operatius i de coordinar l'ús compartit de l'espai aeri en condicions de seguretat i fluïdesa entre la circulació aèria militar i la civil". Inclou a les aeronaus que traslladen el monarca i persones de la casa reial, govern i autoritats, s'encarreguen d'aeroevacuació, trasllats a zones d'operacions i repatriacions, o també transporten ajuda humanitària.
 
A Ejércitos, revista d'armament, política de defensa i forces armades, l'article de 2 d'agost que informava sobre el nomenament d'Aragoneses concloïa "una notícia de la qual congratular-se (...). Pas a pas, la igualtat es va convertint en la nova normalitat de les nostres Forces Armades".
A més, és experta en Protocol, Cerimonial i Organització d'Actes en la Guàrdia Real, Tactical Leadership Programme-Electronic Warfare Course (EWC), NAT CASPOA Q1 “AIR BATTLE TRAINING COURSE” (França). I participa com a membre del Tribunal de Selecció dels Processos Selectius d'Oficials per al seu ingrés en les Acadèmies i és membre de les Juntes d'avaluació per a l'ascens d'oficials a ocupació superior.

## Compromís
Mañas participa en actes i esdeveniments orientats a crear vocació en les nenes i en els nens perquè es dediquin a allò que els apassioni quan siguin grans. Entre d'altres, ha col·laborat amb Inspiring Girls a Espanya per impulsar a les dones del futur en esdeveniments al costat d'altres dones referents com l'atleta olímpica Carlota Castrejana, o al costat de Raquel Sáez, Gloria Ortega, Victoria Alejandre, Verónica Fernández o Eire García en el projecte "Trencar estereotips en els col·legis" que va culminar amb la presentació d'un audiovisual que descriu l'experiència.
El 2018, ha estat nomenada per l'Institut de la Dona i Igualtat d'Oportunitats del Govern d'Espanya com a "Dona Referent" en la primera edició d'aquests reconeixements i "Dona de l'any" pel Fòrum Madrid Tercer Mil·lenni (FMTM). I continua donant xerrades sobre la importància de la presència de les dones en l'exèrcit.